# Гяз
Гяз (перс. گز‎) — традиционное название персидской нуги, происходящей из города Исфахана.
Слово гяз ассоциируют с гяз-ангебин, что переводится как сок ангебина, одного из видов тамариска, произрастающего в горах Загрос к западу от Исфахана.
Сладкий молоковидный сок, которым бывают покрыты ангебины, ассоциируют с библейской манной небесной. Клейкое белое вещество является выделением из анального отверстия нимф таких видов листоблошек как Cyamophila astragalicola и C. dicora, обитающих на растениях Astragalus adscendens. Это вещество собирают ежегодно и смешивают с другими составляющими, включая фисташки или миндаль, розовую воду и яичный белок. Эта комбинация ингредиентов придаёт конфетам особый привкус, благодаря которому они отличаются от европейской нуги.
Современные разновидности гяза могут не содержать выделения насекомых, вместо него используется сахар и кукурузный сироп.

## Приготовление

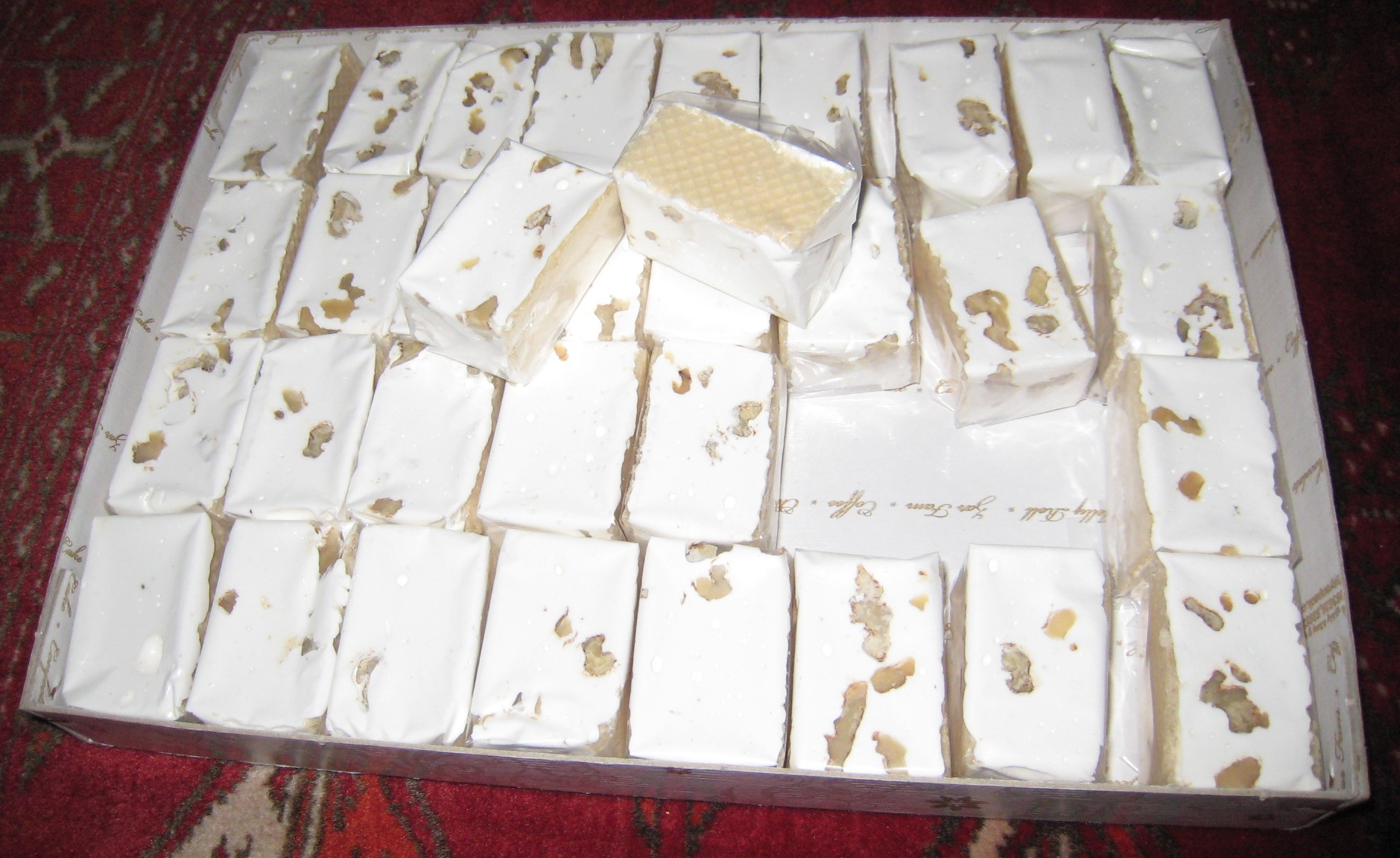
Иранская нуга, особый вид гяза, производимый в основном в азербайджанских регионах Ирана

Собранное в горах клейкое вещество «гяз Хунсара» помещают в крупные медные сосуды вместе с другими составляющими: белком яиц, фисташками, миндалём и розовой водой. Эту сырую смесь затем взбивают над огнём, пока она не достигнет желаемой плотности.
Традиционно гяз изготавливают вручную в виде конфет диаметром 6—7 см и 1 см в толщину и упаковывают в деревянные коробки (сегодня используют картонные, металлические или пластиковые). Отдельные конфеты посыпают мукой, чтобы они не прилипали друг к другу.
С введением автоматизации в настоящее время стало возможным производить гяз на коммерческом уровне.